# Anna Orska
Anna Orska (ur. 29 kwietnia 1975 r. w Koszalinie) – polska projektantka biżuterii, doktor habilitowany nauk sztuk plastycznych, wykładowca akademicki. Jej projekty pokazywane były na wystawach m.in. w Berlinie, Mediolanie, Paryżu i Nowym Jorku. Anna Orska jest założycielką i właścicielką marki biżuterii artystycznej ORSKA.
Anna Orska Ukończyła Państwowe Liceum Sztuk plastycznych w Koszalinie, a następnie rozpoczęła edukację na Akademii Sztuk Pięknych Poznaniu na Wydziale Wzornictwa Przemysłowego i Architektury Wnętrz, gdzie studiowała na kierunku Projektowania Mebli i Form przemysłowych. W czasie studiów przyznano Annie Orskiej stypendium Ministra Kultury i Dziedzictwa Narodowego. W czasie studiów artystka rozpoczęła pracę dla W.Kruk, gdzie początkowo była odpowiedzialna za działania z zakresu marketingu, a następnie objęła stanowisko dyrektora artystycznego. Z czasem Anna Orska przejęła obowiązki projektanta biżuterii, które pełniła do 2015 roku. W 2007 roku projektantka uzyskała stopień naukowy doktora w dziedzinie sztuk plastycznych, w dyscyplinie sztuk użytkowych, na Wydziale Tkaniny i Ubioru Akademii Sztuk Pięknych im. Władysława Strzemińskiego w Łodzi. Dwa lata później utworzyła własną markę biżuterii artystycznej ORSKA. W 2017 roku Anna Orska uzyskała habilitację na ASP w Łodzi, a także tytuł profesora nadzwyczajnego Politechniki Koszalińskiej.
Anna Orska zaprojektowała tysiące wzorów biżuterii i niewielkich form wzorniczych. Charakterystyczne dla niej jest niestandardowe podejście do projektowania z uwagi na wykorzystywane materiały, a także koncepcję kolekcji. Anna Orska była prekursorką upcyklingu w polskim jubilerstwie. Stworzyła biżuterię m.in. ze starych lin żeglarskich, części samochodowych czy tysiącletniego drewna dębowego, pochodzącego z konstrukcji grodu Mieszka I na poznańskim Ostrowie Tumskim. Projekty te były prezentowane na wystawie „1000 lat w naszyjnikach”, która stanowiła część interdyscyplinarnego programu zatytułowanego „Współczesne piękno dawnego drewna”, realizowanego przez Rezerwat Archeologiczny Genius loci w Poznaniu.
Anna Orska podróżuje w poszukiwaniu inspiracji. Niektóre kolekcje artystki zostały zaprojektowane i wykonane za granicą, pod wpływem inspiracji tradycyjnym rękodziełem. Artystka wykonała kolekcje biżuterii z lokalnymi rzemieślnikami w Nepalu, Indonezji, Wietnamie, Meksyku oraz Peru. W 2019 roku telewizja TVN Style wyprodukowała dokument pt: "Warsztaty Świata - Orska w Meksyku" przybliżający jej projektowe podróże. Rok później, powstał dokument "Warsztaty Świata - Orska w Peru" opowiadający historię współpracy artystki z rzemieślnikami z peruwiańskich wyżyn.